# Zosterop de Kai Kecil
El zosterop de Kai Kecil (Zosterops uropygialis) és un ocell de la família dels zosteròpids (Zosteropidae).

## Hàbitat i distribució
Habita boscos i terres de conreu de l'illa de Kai Kecil, a les Kai, prop del sud-oest de Nova Guinea.